# Vladímir Bortko
Vladímir Vladímirovich Bortko o Bortkó (n. Moscú, 7 de mayo de 1946) es un director de cine, guionista, productor y político ruso de origen ucraniano. Está reconocido como Artista del Pueblo de la Federación Rusa, y es miembro de la Duma Estatal desde 2011.

## Biografía

### Primeros años
Vladímir Bortko nació el 7 de mayo de 1946 en Moscú. Sus padres, el director de teatro Vladímir Vladímirovich Bortko y la actriz Marina Fedótovna Zajárenko (Korneichuk), participaron en la Gran Guerra Patria. Se crio en la familia del dramaturgo soviético ucraniano Aleksandr Korneichuk. Después de graduarse en la Escuela Técnica de Exploración Geológica de Kiev y de completar su servicio militar entre 1965 y 1966, trabajó de electricista en Kiev.

### Trayectoria profesional
En 1969, fue a la Universidad Estatal Karpenko-Kary de Teatro, Cine y Televisión en Kiev. Tras graduarse, trabajó de asistente de dirección en el Estudio Dovzhenko. En 1975, dirigió su primera película, titulada Canal.
En 1980, Vladímir Bortko pasó a ser director de producción en los estudios Lenfilm de Leningrado, la mayor compañía de producción cinematográfica de la Unión Soviética tras Mosfilm de Moscú. Obtuvo cierto reconocimiento en la Unión Soviética, pero dio el gran salto con la adaptación de la novela Corazón de perro de Mijaíl Bulgákov. Obtuvo por esta película un gran premio en el Festival de Cine de Perugia.
En 1991, produjo Afganski izlom, una película soviético-italiana sobre la retirada soviética de Afganistán con Michele Placido en el papel protagonista. La grabación resultó especialmente accidentada debido a la serie de revueltas que estallaron en Dusambé en 1990. Ultranacionalistas tayikos acabaron con la vida de uno de los miembros del equipo de grabación, Nikita Matrósov. Según Bortko, la mayor parte del material fue destruido durante el ataque. El personal tuvo que ser evacuado, y la grabación se reanudó en Crimea y Siria.
Tras el cambio de siglo, Bortko aceptó el reto de emprender dos de los proyectos de mayor envergadura de la historia del cine ruso para el canal de televisión Telekanal Rossiya. El primero consistió en adaptar la novela El idiota de Fiódor Dostoyevski a una serie de televisión de diez episodios en 2002. La serie acaparó los principales premios televisivos de Rusia, y el actor Yevgueni Mirónov ganó el premio al Mejor Actor en el Festival de Televisión de Montecarlo.
Tres años después, le siguió la adaptación de la novela El maestro y Margarita de Mijaíl Bulgákov también en una serie de televisión de diez episodios. La primera emisión, el 19 de diciembre de 2005, fue precedida por meses de controversia mediática. Los detractores temían que con el rodaje se sacrificara la narrativa estratificada de la novela y la complejidad de los temas políticos y metafísicos tratados ante la demanda popular del medio televisivo. Sin embargo, Bortko siguió cuidadosamente los diálogos de la novela, y la serie acabó siendo la más exitosa de la historia de la televisión rusa. El séptimo episodio, emitido el 25 de diciembre de 2005, fue visto por 40 millones de rusos.
En 2009, Bortko causó otra gran polémica seguida de un enorme éxito de público con su adaptación cinematográfica de la novela Tarás Bulba, de Nikolái Gógol. En esta ocasión, las críticas vinieron de Ucrania, porque, aunque Bortko permitió que los actores polacos hablaran polaco en la película, los cosacos ucranianos tuvieron que expresarse en un ruso deficiente. Sin embargo, esta película también cosechó un gran éxito de público, con 4 millones de espectadores en los cines rusos.

### Ideología política
Bortko es miembro del Partido Comunista de la Federación Rusa, y ha afirmado que Rusia en la actualidad solo puede «exportar petróleo, gas y prostitutas».
En marzo de 2014, firmó una carta en apoyo de la postura del presidente ruso Vladímir Putin en la anexión rusa de Crimea.

## Obras

### Cine y televisión
- 1974 – Doctor (cortometraje de fin de diplomatura)
- 1975 – Canal
- 1984 – Bez sem’i (Sin familia)
- 1984 – Blondinka za uglom (La rubia a la vuelta de la esquina)
- 1988 – Corazón de perro
- 1991 – Afganski izlom (Fractura afgana)
- 1998 – Tsirk sgorel, i klouny razbezhalis’ (El circo se quemó, y los payasos huyeron)
- 2000 – Banditski Peterburg (Bandidos de San Petersburgo) (serie de TV)
- 2002 – El idiota (serie de TV)
- 2005 – El maestro y Margarita (serie de TV)
- 2009 – Tarás Bulba
- 2011 – Pedro, el grande: El testamento

### Teatro
- 1993 – Edipo rey
- 2010 – Mólot ved’m (Malleus Maleficarum)